# Rocar 512 E
Rocar 512 E – trolejbus produkowany przez rumuńskie przedsiębiorstwo Rocar z Bukaresztu. Produkowany był w latach 1997–1998 w liczbie 9 sztuk.
W kwietniu 2009 roku w Bukareszcie zezłomowano cztery ostatnie sztuki tych trolejbusów.

## Dostawy
| Państwo | Miasto    | Przewoźnik     | Typ             | Lata dostaw | Liczba sztuk | Lata eksploatacji | Uwagi                                                                                              |
| ------- | --------- | -------------- | --------------- | ----------- | ------------ | ----------------- | -------------------------------------------------------------------------------------------------- |
| Rumunia | Bukareszt | RATB Bucuresti | Rocar E 512-750 | 1997–1998   | 9            | 1997-2008         | Trolejbusy wyposażone w napęd chopperowy, umieszczony na zwisie tylnym. Napięcie zasilania 750V DC |

## Eksploatacja w Bukareszcie
W latach 1997–1998 do przedsiębiorstwa komunikacyjnego RATB w Bukareszcie dostarczono w sumie 9 sztuk trolejbusów Rocar 512 E. Autobusy te zostały kupione za niską cenę z powodu zadłużenia firmy Rocar. Otrzymały one numery #7449-7453 i #7455-7458, przydzielono je do zajezdni trolejbusowej Vatra Luminoasa.
Po kilku latach eksploatacji wozy te okazały się bardzo awaryjne. Ostatnie tego typu trolejbusy wycofano z eksploatacji w 2008 roku, z powodu wysokiej awaryjności oraz braku części zamiennych.